# Smeđocrvena babljača
Smeđocrvena babljača (lat. Urospermum dalechampii), jedna od dviju vrsti glavočika iz roda babljača.

## Opis
Smeđocrvena babljača u prosjeku doseže 25–40 cm visine, s minimalnom visinom od 10 cm i maksimalnom visinom od 50 cm. Ova biljka je dosta dlakava, s jednom ili razgranatom stabljikom. Prizemni listovi obično su raspoređeni u rozetu nazubljenih listova, dok su listovi listova samo nekoliko i manji su, više ili manje nerazdijeljeni i dvostruki. Cvjetovi su hermafroditni. Cvjetne glavice su žute boje sumpora, široke oko pet centimetara. Involukralni brakteji variraju od sedam do osam. Cvjetanje je obilno tijekom cijelog proljeća. Razdoblje cvatnje traje od ožujka do kolovoza. Dugi, kljunasti plod je sjemenjak i ima perasti, blago crvenkasti papus.

## Galerija
|  |  |

## Rasprostranjenost
Ova biljka raste u zapadnom i srednjem Sredozemlju od Španjolske do Dalmacije i sjeverne Afrike.

## Stanište
Ove biljke mogu se naći na cestama, suhim travnjacima ili pustarama na 0 do 1,200 m/nm. Obično se uzgajaju na ocjeditom tlu i sunčanim mjestima tijekom cijele godine.

## Vanjske poveznice
|  | Zajednički poslužitelj ima još gradiva o temi Urospermum dalechampii |
|  | Wikivrste imaju podatke o taksonu Urospermum dalechampii             |